# 哥伦比亚 (南卡罗来纳州)
哥伦比亚（英語：Columbia）是美国南卡罗来纳州的州首府和第一大城。此外哥伦比亚还是里奇蘭郡的县治。市区的一小部分位于萊辛頓郡境内。哥伦比亚所属的都市地区发展迅速，其总人口有70多万人。城市的名称来自与从克里斯托弗·哥伦布引导出来的美洲的雅名。据传最早使用这个名称的是诗人菲利斯·惠特蕾。
哥伦比亚位于南卡罗来纳州地理中心的西北仅13英里处，是南卡罗来纳州中部地区最重要的城市。哥伦比亚是1786年作为南卡罗来纳州的新州府成立的，它是美国最早的设计建造的城市。市内的许多文化设施、公园和休养设施使得它经常被用作高生活品质的范例。哥伦比亚位于两条重要河流的合流处，因此许多皮艇和皮划艇爱好者到这里来。哥伦比亚还以许多独立剧团著称。近年来它被选入“美国生活品质最高的30个城镇”之一。

## 历史

### 早期历史
早在1787年南卡罗来纳州议会决定建造哥伦比亚城100来年前这个地方对南卡罗来纳州的总体发展就已经起了重要作用。坎格瑞河西岸的一座名为坎格瑞斯的前线堡垒是桑蒂河河流系统的通航终点。1754年殖民政府在这里设置了一个摆渡来连接堡垒与东岸高地上不断发展的居民点。
与许多北美殖民地早期重要的居民点一样哥伦比亚位于从阿巴拉契亚山脉发源的河流逆流的通航终点，而这个点往往也是顺流的水的水速还刚刚可以推动水磨的地方。
1786年3月22日州议会同意了参议员约翰·刘易斯·热尔韦（John Lewis Gervais）提出的建立一个新州府的法律。关于新城市的名称有许多争议。据当时发表的报道格威斯曾说他希望“在这座城市里我们能够在哥伦比亚的翼下找到保护”，而哥伦比亚是他希望的城市的名称。另一个提名是“华盛顿”。最后在州参议院投票是哥伦比亚以11对7票获胜。
1786年这个地方因位于州的中心被选为新州府。1790年州议会首次在此开会。一开始的20年中这里直接受州议会管理。1805年哥伦比亚被列为村。1854年被提升为城市。
桑蒂运河建成后哥伦比亚与查尔斯顿有了直接的水路连接，为城市带来了巨大的发展。桑蒂运河是1786年开始建造的，1800年完工，是美国最早的运河之一。1850年由于铁路运输不断增多它停止使用。
规划者设计了一座沿河畔两英里长的、由400个街区组成的城市。每个街区分为英亩大的地基出售给投机商和预期的居民。买主必须在三年内建造一座至少30英尺长、18英尺宽的房子，否则的话他必须每年交5%的罚金。环城街道和两条主街道各150英尺宽，其它分割街区的街道各100英尺宽。这个宽度是由当时的迷信导致的，当时人们以为危险的和讨厌的蚊子无法飞跃60英尺的距离，否则的话它们会在半路上被俄死。今天哥伦比亚依然受益于这些宽广的大街。
到1797年为止规划者起当地政府的作用，此后议会设立了一个街道和市场委员会。当时的三个重大问题是酗酒、赌博和恶劣的卫生条件。
哥伦比亚发展迅速，1800年后不久其人口就已经快达到1000人。

### 19世纪
1801年南卡罗来纳学院（今南卡罗来纳大学）在哥伦比亚成立。选择哥伦比亚为该学院的原址的目的之一是希望以此统一南北的居民。此外南卡罗来纳州的领导人希望能够直接监视学院的发展和进步。学院建立后多年里学位授予典礼是在议会召开的12月进行的。
1805年哥伦比亚被提升为镇，镇的政府是一名镇长和六名助手。第一位被选的镇长是约翰·泰勒（John Taylor），泰勒后来进入了州议会的参议院和众议院以及美国议会的参议院和众议院，最后还出任南卡罗来纳州州长。1816年哥伦比亚有250个户和1000多名居民。
1854年哥伦比亚被提升为市，其政府由一名选举而出的市长和六名助手组成。两年后市内设立了一支警察队，由一名全职警官和九名巡警组成。城市依然不断迅速增长。1850年代和1860年代里哥伦比亚是南北卡罗来纳最大的内陆城市。这段时间里铁路对哥伦比亚人口增长起了巨大作用。1840年代里最早到达哥伦比亚的铁路最重要的作用在于运输棉花，而不是旅客。棉花是哥伦比亚及其周边地区的生机。1850年市内的商业和经济全部直接或间接地与棉花有关。
1860年12月17日南卡罗来纳分裂大会在哥伦比亚的第一浸信会教堂召开。开会代表以159票对0票的全部多数签署了同意分裂的决议。哥伦比亚的地理位置使得它成为美利堅聯盟國其它会议和大会的理想地点。在南北战争期间数个州的银行家、铁路公司总裁、教师和神学家不时在哥伦比亚开会。

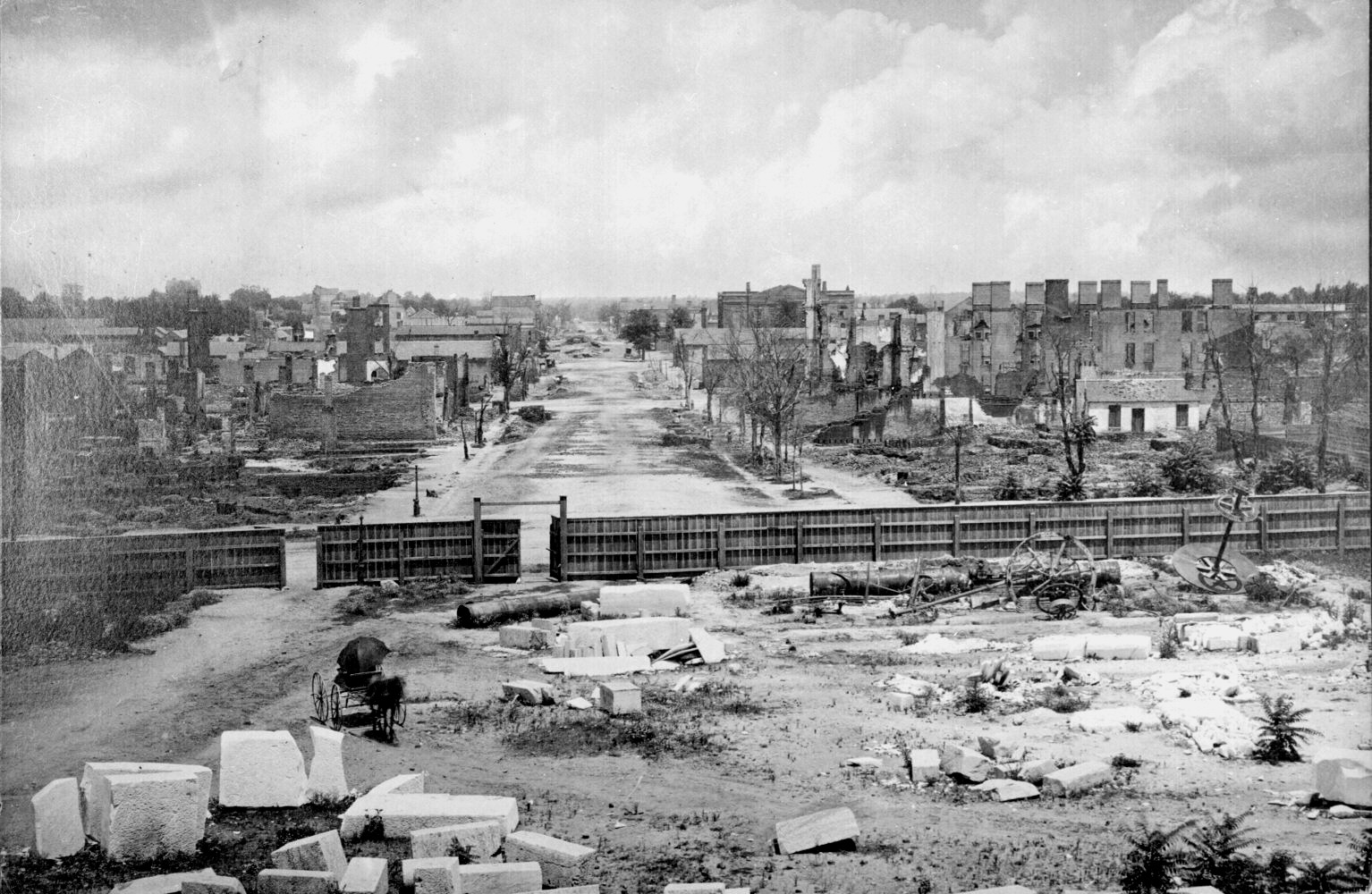
南北戰爭後被付之一炬的哥倫比亞

1865年2月17日在威廉·特库赛·谢尔曼的联邦军队占领哥伦比亚的过程中城市被付之一炬。传说第一浸信会教堂差一点被谢尔曼的士兵焚毁。传说士兵来到教堂门口问教堂的管家分裂决议是在哪里签署的。那个管家将士兵带到附近的一座衛理宗教堂，由此将这座历史性建筑保护下来了。
战后不久就大火的起因就爆发了争论。谢尔曼责备同盟军在撤出哥伦比亚时将堆在街上的棉花捆点燃了，加上当时大风，导致失火。他否认下令点火，但是他的确下令摧毁重要的军事设施，比如同盟印刷厂等。当地居民、联邦军士兵以及一名报社记者则称联邦军士兵为了报复南卡罗来纳州领头从联邦分裂出去而点火。也有人称（比如詹姆斯·率文在他的书《美國的謊言》（Lies Across America: What Our Historic Sites Get Wrong）中稱大火主要是同盟军导致的。今天游客可以沿谢尔曼入城的路径看幸存大火的建筑和结构。
在重建时期里哥伦比亚成为大家关注的焦点。记者、游客来到南卡罗来纳州的州府来观察一个南方州的议会，因为这个议会中包括过去的奴隶。1865年大火后哥伦比亚也获得了恢复。重建初期市内的建筑工业发展良好，外围铁路的修复也为当地居民造成了许多就业机会。

### 20世纪

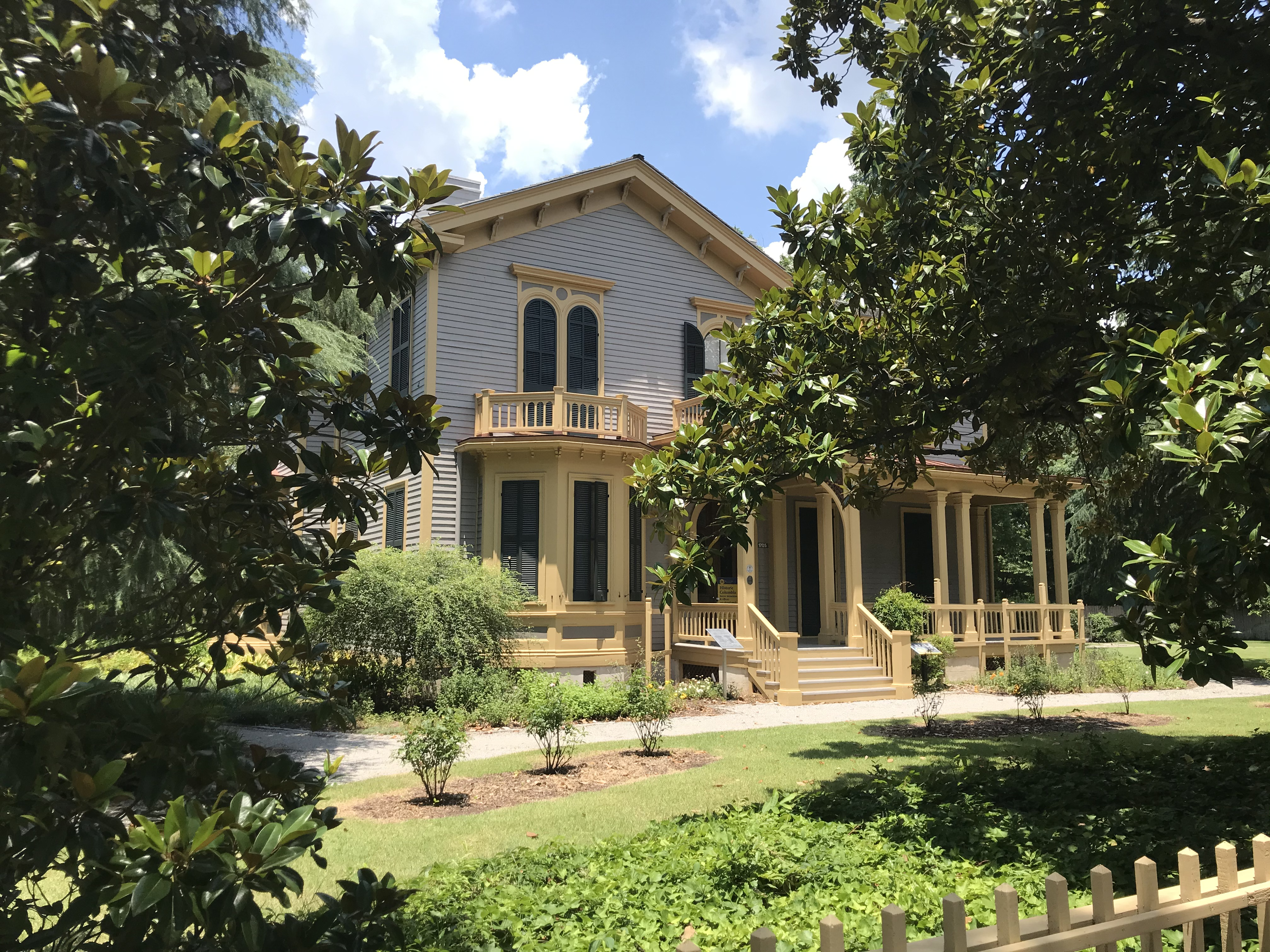
伍德羅·威爾遜幼年時在哥倫比亞的故居

20世纪初哥伦比亚成为一个地区性的纺织工业中心。1907年哥伦比亚有六个织布厂，共3,400多名工人，年工资总额819,000美元，为整个地区带来了480多万美元的经济周转。
到1908年为止哥伦比亚没有铺设的街道。不过在115个十字路口上有受维护的行人路，这样行人在穿过街道时不用趟过泥水。有一段时间作为实验华盛顿街上铺设了木板。但是下暴雨时这些木板就顺水漂走了，成为当地的笑话。1925年开始铺设柏油路。
1911年和1912年哥伦比亚市内大兴土木，建筑了价值250万美元的新房屋，其中包括三座银行大厦、一座购物中心和多座大旅店。
1917年9月1日美国陆军在哥伦比亚开设了一座兵营。
1930年哥伦比亚是一个有50万顾客的商业中心，市内有803家零售店，其中280家是食品店，此外还有58家衣装店、57家饭店、55家加气站、38家药店、20家家具店、19家汽车商、11家鞋店、9家烟店、5家百货商店和一家书店。市内有119家批发商，其中三分之一是食品商。
1934年哥伦比亚市将原来的联邦法院买下作为市政大厦，这座建筑使用的是附近溫斯伯勒的花岗岩建成的，其设计师是尤里西斯·格兰特总统的联邦设计师米勒，1876年建成，今天被列入国家史迹名录。米勒还建造了许多华盛顿哥伦比亚特区的办公楼。本来米勒的计划中还打算建一座钟楼，但可能因为建造费用大大超过了预算而被放弃。大厦的墙壁上有米勒的原始设计的复制以及哥伦比亚开始时期的历史照片。
1940年过去的兵营重新启用，因为当时市政府希望军队能够永久驻扎在哥伦比亚。1968年在五角大楼的批准下该兵营被并入哥伦比亚市。
1940年代初，在日本袭击珍珠港后和美国进入第二次世界大战后不久吉米·杜立特在哥伦比亚的军用机场为空袭东京作训练。今天这座机场成为了哥伦比亚都市机场。他们训练使用的飞机是B-25米切尔型轰炸机，在哥伦比亚的另一机场的飞机库里陈列着同一型号的飞机。
1940年代里哥伦比亚也开始试图取缔杰姆·克劳法和种族歧视。1945年一座联邦法院判决市内的黑人教师应该与白人教师获得同样的薪水。但是在此后数年里哥伦比亚试图剥夺许多黑人教师的教书权利。其他市内黑人企图获得的同样待遇包括选举权和取消种族分离（尤其是在公共学校里）。1962年8月21日八座市中心的联销店首次向黑人出售午饭。1963年南卡罗来纳大学首次接收黑人大学生。约同时多种种族分离开始在市内被取消。黑人参加多个社群委员会，市政府采纳了反歧视的雇用政策。这些和其它进步措施使得哥伦比亚于1964年第二次获得全美城市奖（第一次是在1951年）。1965年《新聞週刊》发表的一篇文章赞扬哥伦比亚“将自己从教条种族隔离政策的弊病中解放出来了”。
在1950年代里哥伦比亚地区的人口从186,844人增长到260,828人，增加了大约40%，其中市内的人口达97,433人。
此后的城市建设中人们非常重视历史保护。1967年历史上的罗勃特织布厂被修复，这导致了室内许多历史建筑继而被修复。1970年代初南卡罗来纳大学重新擦亮了其“马蹄铁”。一些当地的博物馆也是在此时对历史兴趣的提高的机会里建立的，其中包括1988年开放的南卡罗来纳州立博物馆。
1980年哥伦比亚都市地区的人口达410,088人，1990年约达47万人。城市继续试图改善其居民的生活条件和使得当地的经济多样化，来保持城市未来的不断发展。

### 近年历史

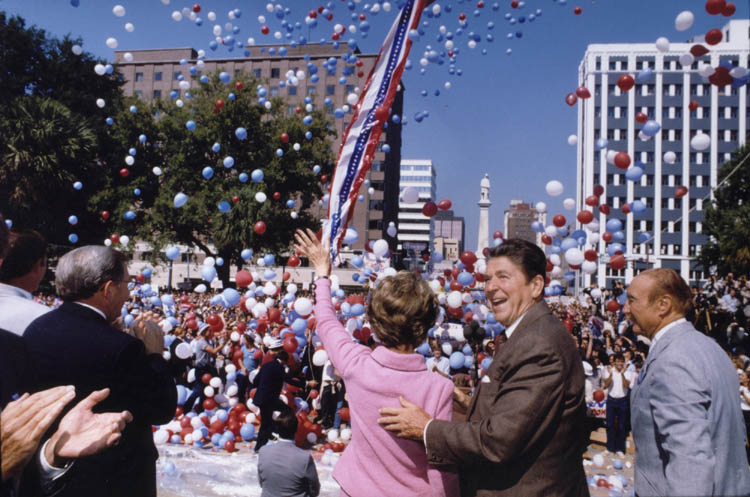
1980年，罗纳德·里根和南希·里根在哥倫比亞進行總統競選拉票活動

1990年代和2000年代初哥伦比亚的市中心被复苏。原来的仓库区成为一个高级饭店、购物和酒吧区。2002年殖民中心开放，为哥伦比亚带来了数个明星的音乐会。2004年哥伦比亚都市会议中心开放，一个新的会议中心旅馆和一些其它居民区正在建设中。
有些人批评城市复苏市中心的努力不很成功，回迁的人比预计的少。不过近年来许多私人在市中心进行重建和建设工程，越来越多的人迁回市中心。一些历史性的市中心建筑被改造成公寓，市中心也有新的建筑造起来。河边的复苏拆毁了旧的公园，建造了新的公园，吸引了许多人到市中心的公园运动。

## 地理和气候
哥伦比亚的地理位置为北纬34°1'1"，西经81°0'38"。哥伦比亚地处瀑布线（山地和平原的边界），也是坎格瑞河的通航终点；布洛德河（Broad River）和萨卢达河在此注入坎格瑞河。根据美国人口调查局的数据哥伦比亚的总面积为330.8平方公里，其中324.3平方公里为陆地面积，6.4平方公里（1.95%）为水域面积。
该市属典型的副热带湿润气候，四季分明。由于阿巴拉契亚山脉起到了屏障作用，冬季来自北极的冷空气不易进入哥伦比亚都会区；日最高气温低于或等于5 °C（41 °F）的平均日数为5.1天，日最低气温低于或等于0 °C（32 °F）的平均日数为47天，低于−5 °C（23 °F）的平均日数为7.8天。最冷月（1月）均温7.6 °C（45.7 °F），极端最低气温−19 °C（−2 °F）（1899年2月14日）。
夏季期间，百慕大高压使得许多冷锋在抵达南卡州中部 前停滞；炎热、雷阵雨为主，日最高气温达30 °C（86 °F）的日数年均有123天，达37.8 °C（100 °F）的有6.0天。最热月（7月）均温28.0 °C（82.4 °F），极端最高气温43 °C（109 °F）（2012年6月29日、30日）。无霜期平均为227天（3月23日至11月6日）。
年均降水量约1,150（45.2英寸），年极端最少降水量为689（27.11英寸）（1933年），最多为1,791（70.53英寸）（1964年）。年均降雪量为3.0（1.2英寸），但降雪为罕见，大约一半的冬季出现过可测量的降雪；最多冬季降雪量为46（18.2英寸），出现在1972–73年。
| 南卡羅來納州哥伦比亚都市机场，1991−2020年正常值，1887年至今极端数据气候平均数据 | 南卡羅來納州哥伦比亚都市机场，1991−2020年正常值，1887年至今极端数据气候平均数据 | 南卡羅來納州哥伦比亚都市机场，1991−2020年正常值，1887年至今极端数据气候平均数据 | 南卡羅來納州哥伦比亚都市机场，1991−2020年正常值，1887年至今极端数据气候平均数据 | 南卡羅來納州哥伦比亚都市机场，1991−2020年正常值，1887年至今极端数据气候平均数据 | 南卡羅來納州哥伦比亚都市机场，1991−2020年正常值，1887年至今极端数据气候平均数据 | 南卡羅來納州哥伦比亚都市机场，1991−2020年正常值，1887年至今极端数据气候平均数据 | 南卡羅來納州哥伦比亚都市机场，1991−2020年正常值，1887年至今极端数据气候平均数据 | 南卡羅來納州哥伦比亚都市机场，1991−2020年正常值，1887年至今极端数据气候平均数据 | 南卡羅來納州哥伦比亚都市机场，1991−2020年正常值，1887年至今极端数据气候平均数据 | 南卡羅來納州哥伦比亚都市机场，1991−2020年正常值，1887年至今极端数据气候平均数据 | 南卡羅來納州哥伦比亚都市机场，1991−2020年正常值，1887年至今极端数据气候平均数据 | 南卡羅來納州哥伦比亚都市机场，1991−2020年正常值，1887年至今极端数据气候平均数据 | 南卡羅來納州哥伦比亚都市机场，1991−2020年正常值，1887年至今极端数据气候平均数据 |
| 月份                                                                            | 1月                                                                             | 2月                                                                             | 3月                                                                             | 4月                                                                             | 5月                                                                             | 6月                                                                             | 7月                                                                             | 8月                                                                             | 9月                                                                             | 10月                                                                            | 11月                                                                            | 12月                                                                            | 全年                                                                            |
| ------------------------------------------------------------------------------- | ------------------------------------------------------------------------------- | ------------------------------------------------------------------------------- | ------------------------------------------------------------------------------- | ------------------------------------------------------------------------------- | ------------------------------------------------------------------------------- | ------------------------------------------------------------------------------- | ------------------------------------------------------------------------------- | ------------------------------------------------------------------------------- | ------------------------------------------------------------------------------- | ------------------------------------------------------------------------------- | ------------------------------------------------------------------------------- | ------------------------------------------------------------------------------- | ------------------------------------------------------------------------------- |
| 历史最高温 °C（°F）                                                             | 29 (84)                                                                         | 30 (86)                                                                         | 34 (93)                                                                         | 36 (96)                                                                         | 38 (101)                                                                        | 43 (109)                                                                        | 42 (107)                                                                        | 42 (107)                                                                        | 41 (106)                                                                        | 38 (101)                                                                        | 32 (90)                                                                         | 28 (83)                                                                         | 43 (109)                                                                        |
| 平均最高温 °C（°F）                                                             | 23.6 (74.5)                                                                     | 25.6 (78.0)                                                                     | 28.9 (84.1)                                                                     | 31.7 (89.0)                                                                     | 34.7 (94.4)                                                                     | 36.8 (98.3)                                                                     | 37.8 (100.1)                                                                    | 37.3 (99.1)                                                                     | 35.1 (95.2)                                                                     | 31.4 (88.6)                                                                     | 27.2 (80.9)                                                                     | 24.3 (75.8)                                                                     | 38.6 (101.5)                                                                    |
| 平均高温 °C（°F）                                                               | 13.8 (56.8)                                                                     | 16.0 (60.8)                                                                     | 20.2 (68.3)                                                                     | 24.8 (76.7)                                                                     | 28.8 (83.8)                                                                     | 32.1 (89.7)                                                                     | 33.7 (92.7)                                                                     | 32.7 (90.8)                                                                     | 29.8 (85.7)                                                                     | 24.7 (76.5)                                                                     | 19.1 (66.4)                                                                     | 14.9 (58.9)                                                                     | 24.2 (75.6)                                                                     |
| 平均低温 °C（°F）                                                               | 1.4 (34.6)                                                                      | 2.9 (37.3)                                                                      | 6.4 (43.6)                                                                      | 10.8 (51.5)                                                                     | 15.8 (60.5)                                                                     | 20.3 (68.6)                                                                     | 22.2 (72.0)                                                                     | 21.8 (71.2)                                                                     | 18.5 (65.3)                                                                     | 11.5 (52.7)                                                                     | 5.3 (41.6)                                                                      | 2.5 (36.5)                                                                      | 11.7 (53.0)                                                                     |
| 平均最低温 °C（°F）                                                             | −7.6 (18.3)                                                                     | −5.4 (22.2)                                                                     | −3.1 (26.4)                                                                     | 1.6 (34.8)                                                                      | 7.9 (46.2)                                                                      | 14.9 (58.9)                                                                     | 18.6 (65.4)                                                                     | 16.9 (62.5)                                                                     | 10.9 (51.7)                                                                     | 2.1 (35.8)                                                                      | −3.2 (26.3)                                                                     | −5.7 (21.7)                                                                     | −8.5 (16.7)                                                                     |
| 历史最低温 °C（°F）                                                             | −18 (−1)                                                                        | −19 (−2)                                                                        | −16 (4)                                                                         | −3 (26)                                                                         | 1 (34)                                                                          | 7 (44)                                                                          | 12 (54)                                                                         | 12 (53)                                                                         | 4 (40)                                                                          | −5 (23)                                                                         | −11 (12)                                                                        | −16 (4)                                                                         | −19 (−2)                                                                        |
| 平均降水量 mm（）                                                               | 89 (3.49)                                                                       | 86 (3.39)                                                                       | 91 (3.57)                                                                       | 72 (2.83)                                                                       | 89 (3.49)                                                                       | 126 (4.97)                                                                      | 136 (5.35)                                                                      | 118 (4.65)                                                                      | 99 (3.91)                                                                       | 80 (3.13)                                                                       | 70 (2.76)                                                                       | 94 (3.70)                                                                       | 1,149 (45.24)                                                                   |
| 平均降雪量 cm（）                                                               | 1.5 (0.6)                                                                       | 1.0 (0.4)                                                                       | 0.25 (0.1)                                                                      | 0.0 (0.0)                                                                       | 0.0 (0.0)                                                                       | 0.0 (0.0)                                                                       | 0.0 (0.0)                                                                       | 0.0 (0.0)                                                                       | 0.0 (0.0)                                                                       | 0.0 (0.0)                                                                       | 0.0 (0.0)                                                                       | 0.25 (0.1)                                                                      | 3 (1.2)                                                                         |
| 平均降水天数（≥ 0.01 in）                                                       | 9.6                                                                             | 8.9                                                                             | 8.9                                                                             | 8.1                                                                             | 8.5                                                                             | 11.0                                                                            | 11.8                                                                            | 10.4                                                                            | 8.0                                                                             | 6.9                                                                             | 7.3                                                                             | 9.2                                                                             | 108.6                                                                           |
| 平均降雪天数（≥ 0.1 in）                                                        | 0.4                                                                             | 0.2                                                                             | 0.1                                                                             | 0.0                                                                             | 0.0                                                                             | 0.0                                                                             | 0.0                                                                             | 0.0                                                                             | 0.0                                                                             | 0.0                                                                             | 0.0                                                                             | 0.1                                                                             | 0.8                                                                             |
| 平均相對濕度（％）                                                              | 70                                                                              | 66                                                                              | 65                                                                              | 62                                                                              | 68                                                                              | 70                                                                              | 73                                                                              | 76                                                                              | 75                                                                              | 73                                                                              | 73                                                                              | 71                                                                              | 70                                                                              |
| 月均日照時數                                                                    | 172.7                                                                           | 180.7                                                                           | 237.3                                                                           | 269.6                                                                           | 292.9                                                                           | 280.0                                                                           | 286.0                                                                           | 263.3                                                                           | 239.8                                                                           | 235.0                                                                           | 193.8                                                                           | 175.0                                                                           | 2,826.1                                                                         |
| 可照百分比                                                                      | 55                                                                              | 59                                                                              | 64                                                                              | 69                                                                              | 68                                                                              | 65                                                                              | 65                                                                              | 63                                                                              | 64                                                                              | 67                                                                              | 62                                                                              | 57                                                                              | 64                                                                              |
| 来源：NOAA（1981–2010年相对湿度；1961–1990年日照）                              |                                                                                 |                                                                                 |                                                                                 |                                                                                 |                                                                                 |                                                                                 |                                                                                 |                                                                                 |                                                                                 |                                                                                 |                                                                                 |                                                                                 |                                                                                 |

## 都市地区
根据2006年美国人口调查局的估计哥伦比亚都市地区的总人口为703,771人。
根据2000年的人口普查里奇兰县和列克星顿县两县的总人口为536,691人，其中约78%住在哥伦比亚市区内（420,537ren1）。2003年6月美国人口调查局将以下四个县也规入哥伦比亚都市地区：费尔菲尔德县（Fairfield County）、卡爾霍恩縣、克肖县（Kershaw County）和萨卢达县。由此哥伦比亚的都市地区成为南卡罗来纳州最大的都市地区。
哥伦比亚都會地区包括以下县：
- 里奇兰县
- 列克星顿县
- 费尔菲尔德县
- 卡爾霍恩縣
- 克肖县
- 萨卢达县

哥伦比亚最大的镇和市区包括：
| - 圣安德鲁斯：里奇兰县，21,814人 - 七橡树：列克星顿县，15,755人 - ：里奇兰县，13,009人 - 西哥伦比亚：13,064人 - 凯西：12,150人 - 伊默：11,039人 | - ：10,908人 - 列克星顿：9,793人 - ：9,238人 - 橡树林：8,183人 - ：6,278人 |

## 基础设施

### 市政府
哥伦比亚的政府形式是议会政府。市长和议会的其他六名成员是选举而出，任期四年。市长与两名议员由全市市民选出，其他四名议员由市区选出。选举在单数年的春天举行。
市长和议会制定政策，发布法律、规则和管理条例来保障社群和经济的发展。此外议会还为城市能够有条理地和有效地服务提供必要的支持。
哥伦比亚的现任市长博布·科波尔从1990年开始任职，于2006年4月4日第五次被选，是至今为止哥伦比亚任职时间最长的市长。

### 教育

#### 高等学校
南卡罗来纳大学的主校园位于哥伦比亚。这座大学是1801年以南卡罗来纳学院开办的，1906年更名为南卡罗来纳大学。大学有350个学士学业、2.55多万学生、15个学院和学校。它直接位于哥伦比亚市中心。
卡内基教学促进基金会评价南卡罗来纳大学是一座拥有“极高的研究活跃性”的研究机构。大学还拥有世界知名的国际商业学业，2006年《美国新闻与世界报道》将其学士国际商业学业在美国列第一名，其硕士学业列第二名。
为了进一步改善南卡罗来纳大学的教学和研究质量大学在老校园和坎格瑞河河畔建立一座新的“发明区”。这个区将要结合公共和私费研究部门和科学家，区内有现代化的商店、饭店、公寓、休闲设施等。
哥伦比亚还有以下高等学校：
- 艾伦大学——1870年由非洲人美以美会建立，拥有超越的历史，被普遍认为对美国黑人的发展起了重要的贡献。
- 本尼迪克特学院——1870年建校，它是黑人大学联合基金会的39个学院中发展最快的。除学生数目外其成绩、资金、研究奖金的增长速度也非常高。
- 哥伦比亚学院——1854年建校，是一座私费的、四年制的、女子自由艺术学院，附属有教育晚校和学士学校。1994年《美国新闻与世界报道》将它列入美国南部十个最好得很地区性自由艺术学院之一。
- 哥伦比亚国际大学——是一座以《圣经》为基础的、私费基督教学院，其目的在于引导学生接受基督教。大学于1923年建校。
- ——属于南卡罗来纳工程学院系统，它是一个两年制的、明了的、公共的、社群学院，提供多种教育，提供四年制的、向学院过渡的可能和继续教育。学院的班级小、教导个人化、提供学生支持服务。大多数学院的系也提供硕士和博士学位。
- 信义宗南方神学院——1830年建校，是美国福音信义宗教会的神学院，是北美洲最老的信义宗神学院之一。神学院的校园位于市中心附近的一座小丘上，是哥伦比亚的最高点，17英亩的校园里树木很多。

#### 私费学校
哥伦比亚有17座私费学校。

#### 公共学校
哥伦比亚的公共学校分为三个区。

### 交通
哥伦比亚及其周边地区使用哥伦比亚都會机场。美鹰航空、大陸航空、達美航空、西北航空、聯合航空和全美航空有班机飞往哥伦比亚都市机场。
哥伦比亚的州際公路连接非常好。三条州际公路在哥伦比亚形成一条环城公路：26号、77号和20号。其它重要高速公路有126号州际公路、美國國道1、21号、176号、321号、378号以及南卡罗来纳277号高速公路。
哥伦比亚有一座美國國家鐵路公司運營的火车站，列車银星號将哥伦比亚与纽约市、华盛顿哥伦比亚特区、薩凡納、杰克逊维尔、奥兰多、坦帕和迈阿密连接。2002年10月建立的大哥伦比亚地区的公共汽车除为哥伦比亚外还为周边地区服务。灰狗汽车运输公司在該市的北部有一个汽车站，提供城市间运输服务。此外哥伦比亚都市地区有许多大型的通道。

## 复苏市中心
近年来哥伦比亚都市地区完成了一系列重发展项目并计划进行一些新的项目。从市中心至坎格瑞河河畔的1200英亩大的地区中的许多历史性建筑被修复和重新居住，其中包括南北战争中被用来印刷同盟国法律的同盟国印刷厂，这座建筑被修复。哥伦比亚与超市协商，将过去的印刷厂改造为一座超市。今天哥伦比亚是美国东南部少数在市中心有超市的城市。国际都市协会因此向哥伦比亚授予荣誉。在这个市区内还建造了一座新会议中心和希尔顿饭店，估计2007年夏启用。此外还在计划中的还有高级的公寓、旅店和购物街。
今天这个市区的主街道哲维斯大街上的老建筑里有艺术馆、饭店、特殊的商店和办公室。其终点附近有南卡罗来纳州立博物馆和殖民中心。附近正在建造学生宿舍和一些公寓。在坎格瑞河河畔还在建造750座新的公寓。
新的大学区也伸入历史区，包含200多英亩面积，这个区将在将来数年内完工。为20层楼高的此老的大学访问者被拆除，这改变了哥伦比亚的天幕。这个区里不仅会有大学自己的研究设施，而且还会将一些建筑租给私人居民、研究公司和商店。
主街（Main Street）、女士街（Lady Street）和五点市区均在美化，主要是将小平房改造，铺设砖铺的人行道和花园。尤其过去层是哥伦比亚活动中心的主街获得特别的努力。在商店等般到市郊的购物中心后这里荒芜。新的主街恢复了其活跃的商业和居民区的特征。不过当地一些本来存在的商店因此被迫离开。不过街上的大多数商店相信街的美化为它们带来了优点。新建筑包括希腊东正教圣三教堂，搬来的剧院和一座新的、公寓、饭店和办公室混合使用的高楼。
2004年建造的子午线大厦（Meridian building）高17层，建筑费用6200万美元，是一座办公大厦。南卡罗来纳第二大银行第一国民银行在主街建造了一座价值4000万美元的新办公楼。
哥伦比亚历史基金会计划在市中心的历史地区建造一个花园区。按照这个计划市中心的18个街区里的历史性建筑将展示市内从1820年至1920年100年的花园历史。计划包括立碑、修整市容以及可以向游客和居民展示花园的人行道。
此外哥伦比亚市政府打算出售178英亩的原州立精神病院的地基，目前的计划是在这里按照新城市主义建造一个带有绿地、办公室和商店的高密度居民区。计划建造1200个公寓以及800,000平方英尺的商店和办公室面积。

## 经济
哥伦比亚的经济相当多样化，最大的雇主是南卡罗来纳州政府、医院系统、南卡罗来纳州蓝十字盾公司和南卡罗来纳大学。向南北卡罗来纳州和乔治亚州提供能量供给的财富500强公司斯堪那公司的总部位于哥伦比亚。其它重要雇主有美国陆军、学校系统和在哥伦比亚都市机场拥有其东南地区分发站的联合包裹服务公司。重要的生产企业包括实快电力、斯派莎克、米芝蓮、国际纸业公司、倍耐力、霍尼韦尔、西屋电气公司等。哥伦比亚地区的经济气候非常稳固，在这个地区有70多个外国公司的子公司和14个财富500强公司活跃。
美国第二大补充医疗保险殖民补充医疗保险的总部在哥伦比亚。西门子公司在北美洲的柴油引擎系统的总部也在哥伦比亚。南卡罗来纳州第二大银行第一国民银行最近在市中心建造了一座办公大厦。根据南卡罗来纳州商业部的数据哥伦比亚地区在2005年是南卡罗来纳州产生就职机会第二多的地区。
许多知名的出版物和机构认可哥伦比亚经济的力量和潜力。2006年将哥伦比亚列为63个美国中等都市地区中对企业家来说热的城市的第八名。专门为企业股价未来地点的扩展管理将哥伦比亚列入2007年美国对企业来说最热的50座城市之一、美国70个都市地区里商业机会最高的都市地区之一和“五星级知识工作者地区”。专门研究地区经济动态的宝利通公司2006年将哥伦比亚列入美国361个都市地区中经济力量最强的25个之一。2007年使用美国劳工统计局的职业增长数据将哥伦比亚列为99个中等都市地区的第24名。福布斯2007年“对事业和生涯最好的地方”排榜中将哥伦比亚排在200个都市地区的第35名。
通过设立南卡罗来纳大学的新研究区哥伦比亚希望能够进一步调整其经济结构，城市希望能够吸引和产生生物工程、环境工程、纳米技术和未来动力等高科技和高产值企业。

## 居民和文化

### 人口
| 调查年                | 人口    | 备注   | %±     |
| --------------------- | ------- | ------ | ------ |
| 1830                  | 3,310   |        | —      |
| 1840                  | 4,340   |        | 31.1%  |
| 1850                  | 6,060   |        | 39.6%  |
| 1860                  | 9,052   |        | 49.4%  |
| 1870                  | 12,298  |        | 35.9%  |
| 1880                  | 10,036  |        | −18.4% |
| 1890                  | 15,353  |        | 53.0%  |
| 1900                  | 21,108  |        | 37.5%  |
| 1910                  | 26,319  |        | 24.7%  |
| 1920                  | 37,524  |        | 42.6%  |
| 1930                  | 51,581  |        | 37.5%  |
| 1940                  | 62,396  |        | 21.0%  |
| 1950                  | 86,914  |        | 39.3%  |
| 1960                  | 97,433  |        | 12.1%  |
| 1970                  | 112,542 |        | 15.5%  |
| 1980                  | 108,208 |        | −3.9%  |
| 1990                  | 110,852 |        | 2.4%   |
| 2000                  | 116,278 |        | 4.9%   |
| 2010                  | 129,272 |        | 11.2%  |
| 2020                  | 136,632 |        | 5.7%   |
| 2023年估计            | 142,416 | [ 19 ] | 4.2%   |
| U.S. Decennial Census |         |        |        |

| 种族/族群                             | 2000年人口数 | 2010年人口数 | Pop 2020 | % 2000  | % 2010  | % 2020  |
| ------------------------------------- | ------------ | ------------ | -------- | ------- | ------- | ------- |
| 美国白人 (非西语裔)                   | 55,993       | 64,062       | 67,238   | 48.15%  | 49.56%  | 49.21%  |
| 非裔美国人 (非西语裔)                 | 53,052       | 53,948       | 52,038   | 45.63%  | 41.73%  | 38.09%  |
| 美洲原住民或阿拉斯加原住民 (非西语裔) | 260          | 363          | 301      | 0.22%   | 0.28%   | 0.22%   |
| 亚裔美国人 (非西语裔)                 | 1,977        | 2,846        | 4,152    | 1.70%   | 2.20%   | 3.04%   |
| 太平洋岛原住民 (非西语裔)             | 87           | 150          | 113      | 0.07%   | 0.12%   | 0.08%   |
| 其他种族 (非西语裔)                   | 140          | 162          | 409      | 0.12%   | 0.13%   | 0.30%   |
| 多种族/混血(非西语裔)                 | 1,249        | 2,119        | 4,278    | 1.07%   | 1.64%   | 3.13%   |
| 拉丁裔美国人 (包括任何种族)           | 3,520        | 5,622        | 8,103    | 3.03%   | 4.35%   | 5.93%   |
| 合计                                  | 116,278      | 129,272      | 136,632  | 100.00% | 100.00% | 100.00% |

2006年哥伦比亚市区内有122,819名居民，分42,245个户和22,136个家庭，人口密度为每平方公里358.5人。其中49.22%是白人、45.98%是美国黑人、1.73%是亚裔人、0.25%是美洲土著人、0.09%是太平洋土著人、1.36%是其它人中、1.36%是混血儿。西班牙裔和其它拉丁美洲裔的人占3.03%。
哥伦比亚有三座犹太教会堂和一座清真寺。市内共有661个可以进行崇拜仪式的宗教设施。
市内的42,245个户中有25.4%有18岁以下的未成年人、31.5%是结婚夫妇、17.6%是带孩子的单身妇女、47.6%不是家庭（包括单身汉、分享房间、非传统家庭等）、37.0%是单身汉、9.8%有65岁以上的老年人。平均每户有2.21人，家庭的平均大小为2.97人。
市内的人口结构为20.1%在18岁以下、22.9%在18至24岁之间、30.1%在25至44岁之间、16.6%在45至64岁之间、10.3%在65岁以上。平均年龄为29岁。女子对男子的性别比为100：96.2，成年人的性别比为100：93.4。据2000年人口普查的数据市民中35.7%的人拥有学士或以上的教育，南卡罗来纳州的平均数据为20.4%，美国的平均数据为24.4%。

### 名人
哥伦比亚的名人有：
| - 李·汤普森·扬，演员 - 安吉尔·康威尔，演员 - 克莉丝汀·戴维斯，演员 - 查尔斯·博尔登，宇航员 - 陳用彩，棒球运动员 - 杰梅因·奥尼尔，篮球运动员 - 阿列克斯·英格利什，篮球运动员 - 蒂龙·科尔宾，篮球运动员 - 埃克西威尔·麦克丹尼尔，篮球运动员 - 杜斯·斯塔利，橄榄球运动员 | - 史蒂夫·斯泼瑞尔，橄榄球运动员和教练 - 斯坦利·多南，电影导演 - 克里斯·波特，音乐家 - 佛瑞德·威斯利，音乐家 - 詹姆斯·迪基，诗人 - 伍德罗·威尔逊，政治家 - 安琪·史東，歌手 |

### 市区
哥伦比亚分28个区。

### 购物
哥倫比雅最主要的購物商場位於Harbison Area的Columbiana Centre，以及Sandhill 地區的Sandhill Shopping Center。
此外也有Costco Wholesale 一家，Sam's Club 數家，以及Trader Joe's。
五點（Five Points）是市内著名的购物区，位於南卡大學校區附近，区内有不同的特殊商店，比如艺术、古董、服装、家具等，以及許多餐廳，酒吧等等。市中心的主街以及Vista也有特别的商店，包括餐廳，古董、首饰、艺术、手工制造的家具等。
每逢星期六早上，市區Main Street 的Soda City Market 農夫市集，總是吸引許多觀光客與當地民眾。

### 媒体
哥伦比亚的日报是《州报》（The State），此外还有《哥伦比亚市报》、《哥伦比亚星报》、《自由时报》和《南卡黑新闻》等。《哥伦比亚都市杂志》是一份报道都市地区的新闻和庆祝的双月刊。《大哥伦比亚商业月刊》是哥伦比亚最老的商业月刊，主要报道经济发展、商业、教育和艺术。哥伦比亚是州立公共电视和广播电台的总部所在地。市内还有九个地区性电视台和众多电台。

### 文化和艺术
- 市剧院是南卡罗来纳州最老的、依然在使用的社群剧院。剧院离南卡罗来纳大学仅一个街区，建筑物被列入国家史迹名录。
- 是哥伦比亚的专业剧院公司。
- 是一座只有77个席位的小电影院。从1979年开始营业。这个电影院是南卡罗来纳州唯一的一座非营利性电影院，每年有2.5万观众。
- 哥伦比亚木偶剧院是美国唯一的一家仅上演木偶戏的剧院。
- 南卡罗来纳莎士比亚公司在全州演出威廉·莎士比亚及其它经典作品，几乎总是满场。
- 南卡罗来纳工作剧院于1967年开始营业，在这里当地的导演可以上演他们自己的作品。
- 不完美剧院公司是哥伦比亚最新的一座剧院，于2006年7月开始营业。这个剧团的目的在于演出“不完美，但是完全挑衅的剧本”。演出时间不固定。
- 南卡罗来纳州立博物馆展出内容包括科学、技术、历史和艺术，它是南卡罗来纳州最大的博物馆和美国东南地区最大的博物馆之一。
- 哥伦比亚艺术博物馆全年更改展出
- 是南部最大的儿童博物馆。这座现代化的博物馆就位于州立博物馆边，儿童可以在这里兴致勃勃地探索和学习。
- 麦基希克（McKissick）博物馆位于南卡大学的校园内，不固定地展出艺术、科学、地方历史和习俗。
- 联盟遗迹室和军事博物馆展出从殖民时期至今天的展物，尤其以南卡罗来纳加入联盟国时的展品。
- 里奇兰县图书馆于2001年被提升为国家图书馆，有一座主图书馆和九座分馆，主图书馆有24.2万平方英尺面积，藏有极多图书，使用先进技术，还拥有一个很好的儿童图书收藏以及展览艺术作品。
- 南卡罗来纳州立图书馆通过各县内的公共图书馆向州内所有公民提供图书租借服务。
- 哥伦比亚芭蕾舞团是一个世界闻名的芭蕾舞团。
- 南卡罗来纳交响乐团
- 哥伦比亚市爵士舞团于1990年成立，被列入美国最佳50个舞蹈团之一。
- 哥伦比亚合唱社群成立于1930年。

### 公园和户外休闲场地
南卡罗来纳州最著名的公园是芬利公园（Finlay Park），从庆祝、政治竞选到赛跑、复活节神事这里什么活动均有举行。
这个公园面积18英亩。最早它是在1859年以悉尼公园为名开放的，但是南北战争后公园就没落了。直到20世纪末治理是一个商业区。1990年公园重新开放，成为市内钢筋水泥之间的一个绿岛。这里举办儿童日、夏季音乐会等等。1992年改为今天的名字。
纪念公园（Memorial Park）是市中心的一块四英亩大的地方，位于芬利公园以南一个街区的地方。这里有一块纪念哥伦比亚号轻巡洋舰及所有在第二次世界大战中在上面服役、在第二次世界大战中在中国、缅甸、印度战场上服役、在1941年12月7日袭击珍珠港过程中死亡的南卡罗来纳军人和在越南战争中的士兵的纪念碑。1986年11月南卡罗来纳越南纪念馆剪彩时这个公园启用。2000年6月朝鲜战争纪念馆也被设置在纪念公园中。
格兰比公园（Granby Park）是坎格瑞河河畔一个24英亩面积、狭长的公园，公园里有皮艇停靠码头、钓鱼台、桥和一条0.5英里长的自然道路。它是1998年11月开放的，是哥伦比亚河畔的三河绿路的一部分。
马丁·路德·金公园是纪念美国人权领袖的公园，位于市中心的五点区。过去这里叫做山谷公园，而且只许白人使用。1980年代末改名为马丁·路德·金公园。公园里有一座美丽的喷泉和一个社群中心。公园里一个重要的景点是1996年1月开放的希望之石纪念碑。碑上刻有马丁·路德·金1964年接受诺贝尔和平奖时致谢演讲中的一句话：“历史中充满了国家和个人在追求那条自我覆灭的仇恨之路所导致的相互之间的倾轧。爱是解决世界问题的关键。”
河滨动物园（Riverbanks Zoo & Garden）有两千多头动物居住在萨卢达河畔的自然环境中，对岸的植物园面积70英亩，有园艺、树林、植物展览和历史遗迹。该动物园是美国最好得很10个动物园之一和东南亚地区的首要游客来访地。
坎格瑞自然公园位于南卡罗来纳州中部迂回的坎格瑞河畔，这里有原始森林和许多动植物。这个2.22英亩面积的自然公园是美国原始硬木森林最大的保护区，是国际生物圈保护区。公园里的高大松树和硬木组成世界上最高的树冠之一。一些树是美国东部最高的树木。坎格瑞自然公园为动植物提供了保护区、是一个科研地区、也是一个安静的休闲和散布地。
150周年州立公园（Sesquicentennial State Park）是一个1419英亩面积的公园，里面有一座30英亩面积的优美的湖，它位于哥伦比亚市中心边，里面有小路和野餐地。三条州际高速公路为它提供了极好的交通。这里常是家庭或者集体出游的地方。公园还提供自然导游。公园里有一座1700年代中建造的、1969年迁到这里的两层楼高的木房，据信它是里奇兰县最古老的、依然存在的建筑物。这座公园最初是1930年代里民间保护团创建的，它们的作品今日依然可见。
1996年11月河流联盟（River Alliance）建议沿哥伦比亚的三条河建立一个12英里长的公园系统，这个系统被称为三河绿道，估计的费用为1800万美元。假如河流联盟能够保证足够资金，被涉及到的县市政府批准了这个计划。
就在河流联盟还在酬金时哥伦比亚市建议联盟为已存的坎格瑞河畔德一个沿河公园提供一个设计并让一个公司来完成这个涉及。这个约半英里长的段落于1998年11月开放。它由一条八英尺宽的水泥人行道组成，旁边有不能被破坏的路灯、垃圾箱、喷泉、野餐长凳、观景台、钓鱼台、皮艇码头、公共休息室和停车场。这个段落为继续将建成的段落提供了一个标准。
河畔公园是沿历史性的哥伦比亚运河的一条长2.5英里的人行道。过去跨越运河的一座铁路桥今天被改造为人行道。公园里有许多人散布、跑步、骑车和钓鱼。路边有野餐座椅。路上的标志可以帮助行人估计行程。这个公园是蔓延整个州的步行和自行车路上的一段。
哥伦比亚市内还有其它一些公园、林苑和森林。

### 节日和年度庆祝
- 南卡罗来纳州博览会每年十月在哥伦比亚举行，展出包括艺术、手工业、花卉和牲畜。
- 圣帕特里克节每年三月在五点区举行，包括露天音乐会、艺术、手工艺和小吃。
- 河节每年初春举办，包括五千米长跑比赛、音乐会、艺术、手工艺和小吃。
- 地球日每年春天举办，包括环境保护宣传和娱乐和传统的庆祝活动。
- 南卡罗来纳同志和女同志骄傲每年五月的第三个周六举行，其目的是庆祝州的同性恋、女同性恋、双性恋、跨性别社群以及教育公共对这些社群的看法和表达他们的基本民权要求。这个庆祝为期一周，包括电影节、游行、庆祝和宴会等。
- 艺术家博览（Artista Vista）从1990年代初的一个小艺术馆展览发展到了一个大型的、吸引艺术家和收藏家的展览。当地的艺术家的作品为主，不过也已经有来自日本、罗马尼亚和波兰的艺术家的作品在此展出。
- 希腊节每年九月在哥伦比亚市中心的三圣合一希腊东正教堂举行。为期四日的节日，包括传统希腊舞蹈、仪式、音乐、话剧、食品等。
- 是一个每年九月最后一个周末进行的为期两日的庆祝，内容包括街道舞场、10千米街道长跑赛、高尔夫球比赛、艺术和手工艺、游乐场、食品和南卡罗来纳州最大的庆祝游行。
- 家庭节是一个在举行的为期一日的晚春（一般五月末或六月初）露天音乐会，吸引上万听众。当地和美国著名的福音音乐家登台。主办是当地的福音音乐电台。
- 奥克莱尔文艺复兴博览会是1998年开始进行的，包括文艺复兴游行和露天音乐会。
- 主街爵士乐每年春将世界著名的爵士乐音乐家带到哥伦比亚。
- 每年十一月中举办。
- 遗产节是一个一日的、在一个过去的棉花厂举办的、纪念美国黑人的遗产的节日，包括艺术和手工艺、音乐和舞蹈表演。

### 体育
| 俱乐部                               | 项目                           | 成立于 | 联赛                  | 主赛场         | 标志 |
| ------------------------------------ | ------------------------------ | ------ | --------------------- | -------------- | ---- |
| 哥伦比亚地狱队                       | 曲棍球                         | 2000年 | 东海岸曲棍球联赛      | 卡罗来纳竞技场 |      |
| 哥倫比亞火金姑隊，Columbia Fireflies | 棒球，紐約大都會隊小聯盟1A球隊 | 2016   | South Atlantic League | Segra Park     |      |
| 哥伦比亚老灰队                       | 英式橄榄球                     | 1967年 | 美国英式橄榄球联赛    | 巴顿体育场     |      |
| 哥伦比亚刺队                         | 橄榄球                         | 2007年 | 美国户内橄榄球联赛    | 殖民中心       |      |

## 场地
殖民中心2002年开放，是南卡罗来纳州最主要的体育场和表演设施。学院篮球比赛时有1.8万席，它是南卡罗来纳州最大的体育场，也是美国大学校园内第十大的篮球比赛场，是南卡罗来纳男女篮球队的主赛场。这个一次性的设施位于南卡罗来纳大学校园里，拥有41个小间、四个表演厅、一个俱乐部、一个可容纳300人的旅馆。该中心拥有舒适的席位、高技术的声响系统和四面电视屏幕。
哥伦比亚都市会议中心2004年9月开放，面积14.25万平方英尺，是一个现代化的设施，可以举办各种会议和大会。它位于老城区里，附近有饭店、古董店和特殊商店、艺术馆和生动的夜生活。主展览厅有2.5万平方英尺的面积，哥伦比亚舞厅的面积为1.8万平方英尺，有四个会议厅的面积从1500至4000平方英尺不等，其它的有1.5万平方英尺。它就位于殖民中心边上。
威廉·布莱斯体育场是南卡罗来纳大学橄榄球队的主场，是美国最大的学院橄榄球场之一，可容纳8.025万人，位于哥伦比亚市中心以南。球场建于1934年。
艺术中心为哥伦比亚提供来自世界各地的剧院、音乐和舞蹈表演。该设施可容纳2500人。
卡罗来纳竞技场于1968年开放，是一座拥有12,400个席位的设施，本来是南卡罗来纳大学篮球队的球场，现在改建为音乐会、马戏团、溜冰演出等表演的场地。场地的多样性允许大学也可以使用它来举办经典音乐会、芭蕾舞等演出。竞技场拥有良好的声响和现代化的照明系统。
用有3200个席位，位于哥伦比亚市中心，建于1930年，在这里可以举办从音乐会到拳击比赛各种活动。2005年9月28日被列入国家史迹名录。
市内还有两座学院的体育场。

## 姐妹城市
目前哥伦比亚有五个姐妹城市：
- 德国凯撒斯劳滕
- 罗马尼亚克卢日-纳波卡
- 保加利亚普罗夫迪夫
- 俄罗斯車里雅賓斯克
- 台灣台中市